# Mačkov kamen

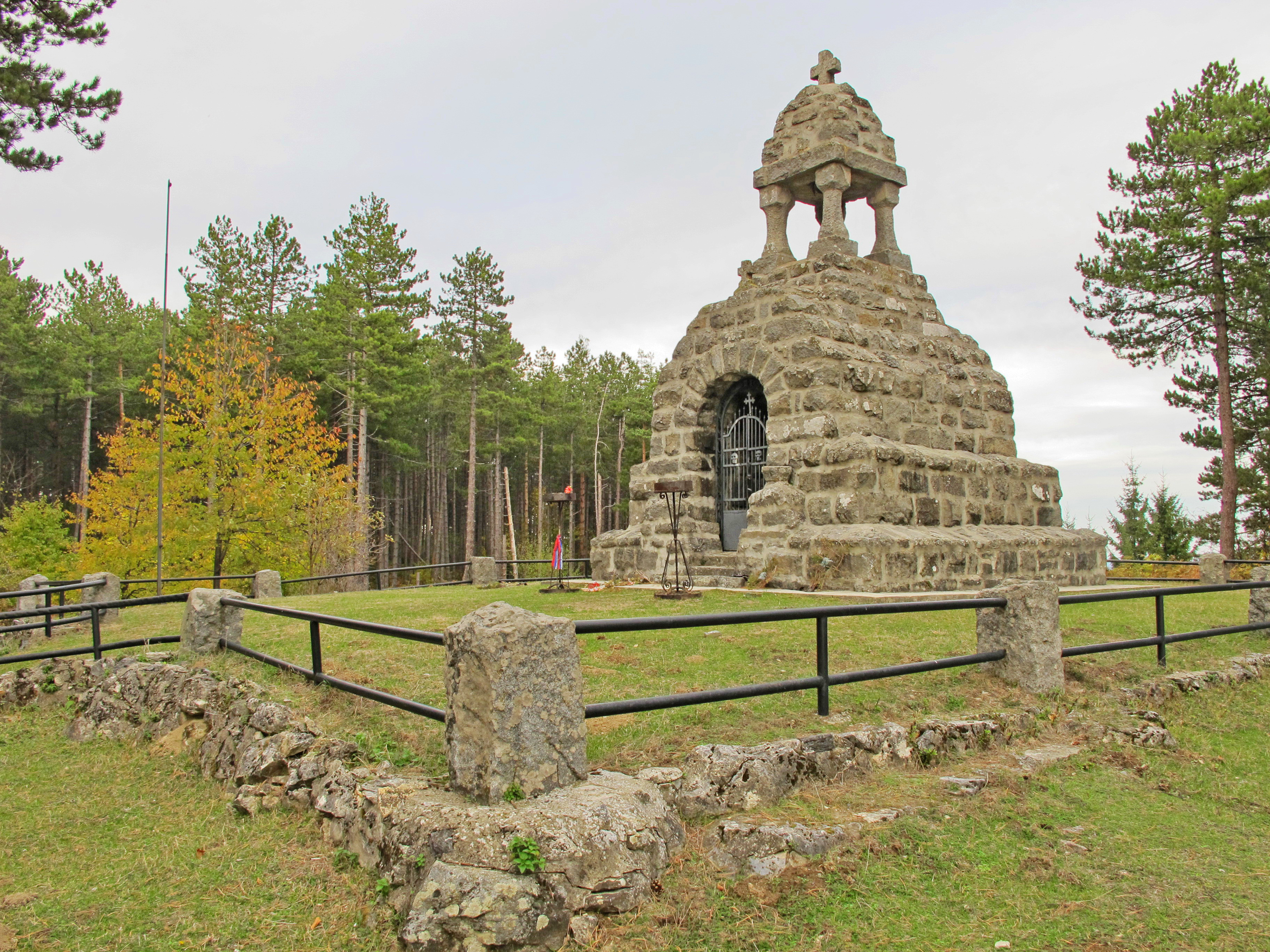
Beinhausdenkmal von Mačkov kamen

Das Beinhausdenkmal von Mačkov kamen (serbisch-kyrillisch Мачков камен, der Katerstein) steht in einer Höhe von 923 m über Normalnull auf dem Berg Jagodnja bei Ljubovija in Serbien. Es enthält die Gebeine der bei der Schlacht an der Drina gefallenen Soldaten des Ersten Weltkriegs.

## Geschichte
Der Baubeginn war 1925 auf die Initiative des Bauministers Milorad Vujičić. Komiteemitglieder waren Ljuba Jovanović (Präsident der Volksversammlung), Đorđe Vajfert (Gouverneur der Nationalbank) und Dr. Arčibald Rajs sowie wohlhabende Bürger aus Rađevina und Azbukovica. Der Entwurf stammt von dem Architekten Momir Korunović und dem Erbauer Šime Franović und wurde 1929 errichtet. Die Überführung der Gebeine der gefallenen Soldaten fand im August 1931 mit der Genehmigung des Armeeministeriums statt.